# Aringo (Gau)
Der Aringo war im Mittelalter ein sächsischer Gau.
Im Norden grenzte er an den Gudingau, im Osten an den Gau Flenithi, im Süden an Wikanafeld und im Westen an den Tilithigau. Er gehörte zur Diözese Hildesheim.
Der Gau lag im heutigen Landkreis Hildesheim.
Zugehörige Orte sind Duingen, Föhrste, Alfeld und Rheden.